# Logan Henderson
Logan Phillip Henderson, född 14 september 1989 i North Richland Hills, Texas, är en amerikansk skådespelare och sångare. Han är mest känd för rollen som Logan Mitchell i Big Time Rush.

## Film och TV
- Friday Night Lights
- Big Time Rush
- Big Time Concert
- Brain Surge
- Nick News
- Hand aufs Herz
- How to Rock
- Big Time Movie
- Figure It Out
- Marvin Marvin
- Pingvinerna från Madagaskar